# Platymetopius tenuifrons
Platymetopius tenuifrons är en insektsart som beskrevs av Baker 1900. Platymetopius tenuifrons ingår i släktet Platymetopius och familjen dvärgstritar. Inga underarter finns listade i Catalogue of Life.